# Алафачи, Эуженио
Эуженио Алафачи (итал. Eugenio Alafaci; род. 9 августа 1990, Карнаго, провинция Варесе, области Ломбардия, Италия) — итальянский профессиональный шоссейный велогонщик, выступающий c 2019 года за ирландскую команду «EvoPro Racing».

## Достижения
2010
- 5-й на Trofeo Citta' Di Brescia

2011
- 7-й на Gran Premio della Liberazione
- 8-й на Circuito del Porto

2012
- 1-й  на Тур дю Луар и Шер — ОК
- 4-й на Le Triptyque des Monts et Châteaux — ГК
- 4-й на Антверпсе Хавенпейл
- 9-й на Вламсе Пейл

2013
- 1-й на Ronde Van Vlaanderen Beloften
- 1-й  на Флеш дю Сюд — ОК
- 3-й на Grand Prix Criquielion
- 5-й на Le Triptyque des Monts et Châteaux — ГК
- 6-й на Ronde van Midden-Nederland
- 7-й на Кубок Бернокки

| ГК | Генеральная классификация |
| ОК | Очковая классификация     |

## Статистика выступлений наГранд Турах
| Гранд Тур | 2014 | 2015 | 2016 | 2017 |
| --------- | ---- | ---- | ---- | ---- |
| Джиро     | 151  | 141  | 105  | 146  |
| Тур       | -    | -    | -    | -    |
| Вуэльта   | -    | -    | -    | -    |